# 大野郡
- 令制国一覧 > 東山道 > 飛騨国 > 大野郡
- 日本 > 中部地方 > 岐阜県 > 大野郡

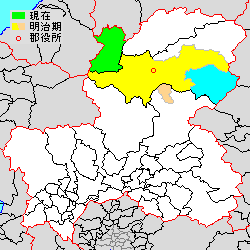
岐阜県大野郡の位置（緑：白川村 薄黄：後に他郡に編入された区域 水色：後に他郡から編入した区域）

大野郡（おおのぐん）は、岐阜県（飛騨国）の郡。
人口1,406人、面積356.64km²、人口密度3.94人/km²。（2025年2月1日、推計人口）
下記の1村を含む。
- 白川村（しらかわむら）

## 郡域
1879年（明治12年）に行政区画として発足した当時の郡域は、上記1村のほか、以下の区域にあたる。
- 高山市の大部分（国府町各町・上宝町各町・奥飛騨温泉郷各町・高根町各町・朝日町各町・久々野町久須母・久々野町柳島・久々野町大西・久々野町小屋名・久々野町辻を除く）
- 下呂市の一部（萩原町山之口）

## 歴史
- 870年（貞観12年）に本郡南部を分割して益田郡が置かれた。
- 現在の中津川市加子母の小郷・小和知は元々大威徳寺領として本郡に属していたが、益田郡に所属したのち鎌倉時代のはじめから美濃国恵那郡の所属となった。

### 近世以降の沿革
- 明治初年時点では全域が飛騨郡代管轄の幕府領であった。「旧高旧領取調帳」に記載されている明治初年時点での村は以下の通り。○は村内に寺社除地[1]が存在。（136村）

| 知行   | 郷       | 村数 | 村名 |
| ------ | -------- | ---- | --- |
| 幕府領 | 灘郷     | 16村 | ○一之町村、二之町村、三之町村、片野村、○石浦村、花里村、○西之一色村、○千島村、○冬頭村、春国村、上岡本村、七日町村、○下岡本村、桐生村、本母村、江名子村 |
| 幕府領 | 三枝郷   | 5村  | 前原村、赤保木村、下切村、中切村、○上切村 |
| 幕府領 | 大八賀郷 | 11村 | 山口村（現・高山市大名田地区）、塩屋村（現・高山市大名田地区）、大島村、滝村、大洞村、岩井村、○三福寺村、松本村、松之木村、○五名村、○漆垣内村 |
| 幕府領 | 小八賀郷 | 27村 | 小野村、根方村、白井村、芦谷村、板殿村、○日面村、日影村、駄吉村、○旗鉾村、久手村、岩井谷村、池之俣村、瓜田村、法力村、大萱村、○坊方村、○山口村（現・高山市丹生川地区）、大谷村（現・高山市丹生川地区）、塩屋村（現・高山市丹生川地区）、○町方村、桐山村、新張村、細越村、下保村、殿垣内村、○小木曾村、下坪村 |
| 幕府領 | 河内郷   | 7村  | ○有道村、小坊村、引下村、木賊洞村、長淀村、渚村、阿多粕村 |
| 幕府領 | 久々野郷 | 5村  | ○宮村、○山之口村、久々野村、山梨村、無数河村 |
| 幕府領 | 川上郷   | 17村 | 下林村、○山田村、○新宮村、○下之切村、○八日町村、三日町村、○牧ヶ洞村、○藤瀬村、福寄村、○三ツ谷村、○下本村、坂村、○有巣村、二俣村、中野村（現・高山市清見地区）、○楢谷村、○大原村 |
| 幕府領 | 小鳥郷   | 6村  | 江黒村、○大谷村（現・高山市清見地区）、○池本村、○二本木村、○夏厩村、○上小鳥村 |
| 幕府領 | 白川郷   | 42村 | 森茂村、○六厩村、○三尾河村、○寺河戸村、○黒谷村、惣則村、一色村、猿丸村、町屋村、○新淵村、野々俣村、中畑村、牧戸村、○牛丸村、○岩瀬村、○赤谷村、○中野村（現・高山市荘川地区）、○海上村、○尾上郷村、○尾神村、○平瀬村、○御母衣村、○牧村、○福島村、○長瀬村、○木谷村、保木脇村、○野谷村、大牧村、大窪村、○馬狩村、○荻町村、島村、牛首村、○鳩谷村、○飯島村、○内ヶ戸村、○加須良村、○椿原村、○有家ヶ原村、○芦倉村、○小白川村 |

- 慶応4年
  - 5月23日（1868年7月12日） - 飛騨県の管轄となる。
  - 6月2日（1868年7月21日） - 高山県の管轄となる。
- 明治4年11月20日（1871年12月31日） - 第1次府県統合により、筑摩県の管轄となる。
- 明治8年（1875年） - 以下の町村の統合が行われる。（1町6村）
  - 高山町 ← 一之町村、二之町村、三之町村
  - 大名田村 ← 片野村、石浦村、花里村、西之一色村、千島村、冬頭村、春国村、上岡本村、七日町村、下岡本村、桐生村、本母村、江名子村、山口村（現・高山市大名田地区）、塩屋村（現・高山市大名田地区）、大島村、滝村、大洞村、岩井村、三福寺村、松本村、松之木村、五名村、漆垣内村
  - 位山村 ← 宮村、山之口村、久々野村、山梨村、無数河村、有道村、小坊村、引下村、木賊洞村、長淀村、渚村、阿多粕村
  - 清見村 ← 森茂村、下林村、山田村、新宮村、下之切村、八日町村、三日町村、牧ヶ洞村、藤瀬村、福寄村、三ツ谷村、下本村、坂村、有巣村、二俣村、中野村（現・高山市清見地区）、楢谷村、大原村、江黒村、大谷村（現・高山市清見地区）、池本村、二本木村、夏厩村、上小鳥村、前原村、赤保木村、下切村、中切村、上切村
  - 荘川村 ← 六厩村、三尾河村、寺河戸村、黒谷村、惣則村、一色村、猿丸村、町屋村、新淵村、野々俣村、中畑村、牧戸村、牛丸村、岩瀬村、赤谷村、中野村（現・高山市荘川地区）、海上村、尾上郷村
  - 白川村 ← 尾神村、平瀬村、御母衣村、牧村、福島村、長瀬村、木谷村、保木脇村、野谷村、大牧村、大窪村、馬狩村、荻町村、島村、牛首村、鳩谷村、飯島村、内ヶ戸村、加須良村、椿原村、有家ヶ原村、芦倉村、小白川村
  - 丹生川村 ← 小野村、根方村、白井村、芦谷村、板殿村、日面村、日影村、駄吉村、旗鉾村、久手村、岩井谷村、池之俣村、瓜田村、法力村、大萱村、坊方村、山口村（現・高山市丹生川地区）、大谷村（現・高山市丹生川地区）、塩屋村（現・高山市丹生川地区）、町方村、桐山村、新張村、細越村、下保村、殿垣内村、小木曾村、下坪村、吉城郡折敷地村、大沼村、森部村、三之瀬村、柏原村
- 明治9年（1876年）8月21日 - 第2次府県統合により、岐阜県の管轄となる。
- 明治12年（1879年）2月18日 - 郡区町村編制法の岐阜県での施行により、行政区画としての大野郡が発足。「大野益田吉城郡役所」が高山町に設置され、吉城郡・益田郡とともに管轄。
- 明治16年（1883年） - 位山村が分割し、一部（宮組）が宮村、一部（無数河組・山梨組・久々野組）が久々野村、一部（山之口組）が山之口村、残部（阿多粕組・渚組・長淀組・木賊洞組・引下組・小坊組・有道組）が河内村となる。（1町9村）

### 町村制以降の沿革

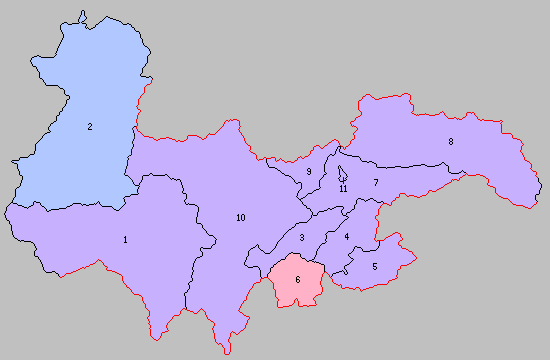
1.荘川村 2.白川村 3.宮村 4.久々野村 5.河内村 6.山之口村 7.大名田村 8.丹生川村 9.上枝村 10.清見村 11.高山町（紫・高山市 赤：下呂市 青：合併なし）

- 明治22年（1889年）7月1日 - 町村制の施行により、荘川村（現・高山市）、白川村（現存）、宮村、久々野村、河内村（現・高山市）、山之口村（現・下呂市）、大名田村、丹生川村、上枝村、清見村、高山町（現・高山市）が発足。それにともない以下の変更が行われる。（1町10村）
  - 清見村の一部（下林組・山田組・新宮組・下之切組・八日町組・前原組・赤保木組・下切組・中切組・上切組）が分立して上枝村が発足。
  - 久々野村が益田郡朝日村の一部（久須母組・柳島組・大西組・小屋名組・辻組）を合併。
  - 高山町と大名田村との間で境界変更が行われる。
- 明治25年（1892年）5月19日 - 大名田村の一部（上岡本・下岡本・松本・桐生・本母・冬頭）が分立して灘村が、一部（三福寺・松ノ木・五名・漆垣内・大洞・塩屋・山口・大島・岩井・滝）が分立して大八賀村（おおはちがむら）がそれぞれ発足[4]。 （1町12村）
- 明治30年（1897年）
  - 4月1日 - 久々野村・河内村が合併し、改めて久々野村が発足。（1町11村）
  - 8月1日 - 郡制を施行。郡役所が高山町に設置。
- 大正12年（1923年）
  - 4月1日 - 郡会が廃止。郡役所は存続。
  - 10月10日 - 大名田村が町制施行して大名田町となる。（2町10村）
- 大正15年（1926年）
  - 7月1日 - 郡役所が廃止。内務省告示第82号により飛騨支庁が設置され、吉城郡とともに管轄。
  - 10月1日 - 灘村が高山町に編入。（2町9村）
- 昭和10年（1935年） - 面積1,606.88平方km、人口58,937人（男30,571人・女28,366人）[5]。
- 昭和11年（1936年）11月1日 - 高山町・大名田町が合併して高山市が発足し、郡より離脱。（9村）
- 昭和18年（1943年）4月1日 - 上枝村が高山市に編入。（8村）
- 昭和25年（1950年）4月1日 - 益田郡朝日村・高根村の所属郡が本郡に変更。（10村）
- 昭和29年（1954年）4月1日 - 久々野村が町制施行して久々野町となる。（1町9村）
- 昭和30年（1955年）4月1日 - 大八賀村が高山市に編入。（1町8村）
- 昭和31年（1956年）8月25日 - 山之口村が益田郡萩原町・川西村と合併し、改めて益田郡萩原町が発足。（1町7村）
- 平成17年（2005年）2月1日 - 丹生川村・清見村・荘川村・宮村・久々野町・朝日村・高根村が高山市に編入。（1村）

### 変遷表
| 明治22年以前 | 明治22年以前 | 明治22年以前     | 明治22年以前      | 明治22年 7月1日 町村制施行 | 明治22年 - 明治45年      | 大正元年 - 大正15年            | 昭和元年 - 昭和64年                 | 平成元年 - 現在             | 現在   |
| ------------ | ------------ | ---------------- | ----------------- | -------------------------- | ------------------------ | ------------------------------ | ----------------------------------- | --------------------------- | ------ |
| 山之口村     | 山之口村     | 明治8年 位山村   | 明治16年 山之口村 | 山之口村                   | 山之口村                 | 山之口村                       | 昭和31年8月25日 益田郡 萩原町の一部 | 平成16年3月1日 下呂市の一部 | 下呂市 |
| 宮村         | 宮村         | 明治8年 位山村   | 明治16年 宮村     | 宮村                       | 宮村                     | 宮村                           | 宮村                                | 平成17年2月1日 高山市に編入 | 高山市 |
| 阿多粕村     | 阿多粕村     | 明治8年 位山村   | 明治16年 河内村   | 河内村                     | 明治30年4月1日 久々野村  | 久々野村                       | 昭和29年4月1日 町制 久々野町        | 平成17年2月1日 高山市に編入 | 高山市 |
| 渚村         |              | 明治8年 位山村   | 明治16年 河内村   | 河内村                     | 明治30年4月1日 久々野村  | 久々野村                       | 昭和29年4月1日 町制 久々野町        | 平成17年2月1日 高山市に編入 | 高山市 |
| 長淀村       |              | 明治8年 位山村   | 明治16年 河内村   | 河内村                     | 明治30年4月1日 久々野村  | 久々野村                       | 昭和29年4月1日 町制 久々野町        | 平成17年2月1日 高山市に編入 | 高山市 |
| 木賊洞村     |              | 明治8年 位山村   | 明治16年 河内村   | 河内村                     | 明治30年4月1日 久々野村  | 久々野村                       | 昭和29年4月1日 町制 久々野町        | 平成17年2月1日 高山市に編入 | 高山市 |
| 引下村       |              | 明治8年 位山村   | 明治16年 河内村   | 河内村                     | 明治30年4月1日 久々野村  | 久々野村                       | 昭和29年4月1日 町制 久々野町        | 平成17年2月1日 高山市に編入 | 高山市 |
| 小坊村       |              | 明治8年 位山村   | 明治16年 河内村   | 河内村                     | 明治30年4月1日 久々野村  | 久々野村                       | 昭和29年4月1日 町制 久々野町        | 平成17年2月1日 高山市に編入 | 高山市 |
| 有道村       |              | 明治8年 位山村   | 明治16年 河内村   | 河内村                     | 明治30年4月1日 久々野村  | 久々野村                       | 昭和29年4月1日 町制 久々野町        | 平成17年2月1日 高山市に編入 | 高山市 |
| 無数河村     | 無数河村     | 明治8年 位山村   | 明治16年 久々野村 | 久々野村                   | 明治30年4月1日 久々野村  | 久々野村                       | 昭和29年4月1日 町制 久々野町        | 平成17年2月1日 高山市に編入 | 高山市 |
| 山梨村       |              | 明治8年 位山村   | 明治16年 久々野村 | 久々野村                   | 明治30年4月1日 久々野村  | 久々野村                       | 昭和29年4月1日 町制 久々野町        | 平成17年2月1日 高山市に編入 | 高山市 |
| 久々野村     |              | 明治8年 位山村   | 明治16年 久々野村 | 久々野村                   | 明治30年4月1日 久々野村  | 久々野村                       | 昭和29年4月1日 町制 久々野町        | 平成17年2月1日 高山市に編入 | 高山市 |
| 益 田 郡     | 久須母村     | 明治8年 朝日村   | 明治8年 朝日村    | 久々野村                   | 明治30年4月1日 久々野村  | 久々野村                       | 昭和29年4月1日 町制 久々野町        | 平成17年2月1日 高山市に編入 | 高山市 |
| 益 田 郡     | 大西村       | 明治8年 朝日村   | 明治8年 朝日村    | 久々野村                   | 明治30年4月1日 久々野村  | 久々野村                       | 昭和29年4月1日 町制 久々野町        | 平成17年2月1日 高山市に編入 | 高山市 |
| 益 田 郡     | 柳島村       | 明治8年 朝日村   | 明治8年 朝日村    | 久々野村                   | 明治30年4月1日 久々野村  | 久々野村                       | 昭和29年4月1日 町制 久々野町        | 平成17年2月1日 高山市に編入 | 高山市 |
| 益 田 郡     | 小屋名村     | 明治8年 朝日村   | 明治8年 朝日村    | 久々野村                   | 明治30年4月1日 久々野村  | 久々野村                       | 昭和29年4月1日 町制 久々野町        | 平成17年2月1日 高山市に編入 | 高山市 |
| 益 田 郡     | 辻村         | 明治8年 朝日村   | 明治8年 朝日村    | 久々野村                   | 明治30年4月1日 久々野村  | 久々野村                       | 昭和29年4月1日 町制 久々野町        | 平成17年2月1日 高山市に編入 | 高山市 |
| 益 田 郡     | 小谷村       | 明治8年 朝日村   | 明治8年 朝日村    | 朝日村                     | 朝日村                   | 朝日村                         | 昭和25年4月1日 朝日村               | 平成17年2月1日 高山市に編入 | 高山市 |
| 益 田 郡     | 甲村         | 明治8年 朝日村   | 明治8年 朝日村    | 朝日村                     | 朝日村                   | 朝日村                         | 昭和25年4月1日 朝日村               | 平成17年2月1日 高山市に編入 | 高山市 |
| 益 田 郡     | 見座村       | 明治8年 朝日村   | 明治8年 朝日村    | 朝日村                     | 朝日村                   | 朝日村                         | 昭和25年4月1日 朝日村               | 平成17年2月1日 高山市に編入 | 高山市 |
| 益 田 郡     | 立岩村       | 明治8年 朝日村   | 明治8年 朝日村    | 朝日村                     | 朝日村                   | 朝日村                         | 昭和25年4月1日 朝日村               | 平成17年2月1日 高山市に編入 | 高山市 |
| 益 田 郡     | 小瀬村       | 明治8年 朝日村   | 明治8年 朝日村    | 朝日村                     | 朝日村                   | 朝日村                         | 昭和25年4月1日 朝日村               | 平成17年2月1日 高山市に編入 | 高山市 |
| 益 田 郡     | 万石村       | 明治8年 朝日村   | 明治8年 朝日村    | 朝日村                     | 朝日村                   | 朝日村                         | 昭和25年4月1日 朝日村               | 平成17年2月1日 高山市に編入 | 高山市 |
| 益 田 郡     | 上ヶ見村     | 明治8年 朝日村   | 明治8年 朝日村    | 朝日村                     | 朝日村                   | 朝日村                         | 昭和25年4月1日 朝日村               | 平成17年2月1日 高山市に編入 | 高山市 |
| 益 田 郡     | 寺沢村       | 明治8年 朝日村   | 明治8年 朝日村    | 朝日村                     | 朝日村                   | 朝日村                         | 昭和25年4月1日 朝日村               | 平成17年2月1日 高山市に編入 | 高山市 |
| 益 田 郡     | 大広村       | 明治8年 朝日村   | 明治8年 朝日村    | 朝日村                     | 朝日村                   | 朝日村                         | 昭和25年4月1日 朝日村               | 平成17年2月1日 高山市に編入 | 高山市 |
| 益 田 郡     | 黒川村       | 明治8年 朝日村   | 明治8年 朝日村    | 朝日村                     | 朝日村                   | 朝日村                         | 昭和25年4月1日 朝日村               | 平成17年2月1日 高山市に編入 | 高山市 |
| 益 田 郡     | 浅井村       | 明治8年 朝日村   | 明治8年 朝日村    | 朝日村                     | 朝日村                   | 朝日村                         | 昭和25年4月1日 朝日村               | 平成17年2月1日 高山市に編入 | 高山市 |
| 益 田 郡     | 青屋村       | 明治8年 朝日村   | 明治8年 朝日村    | 朝日村                     | 朝日村                   | 朝日村                         | 昭和25年4月1日 朝日村               | 平成17年2月1日 高山市に編入 | 高山市 |
| 益 田 郡     | 寺附村       | 明治8年 朝日村   | 明治8年 朝日村    | 朝日村                     | 朝日村                   | 朝日村                         | 昭和25年4月1日 朝日村               | 平成17年2月1日 高山市に編入 | 高山市 |
| 益 田 郡     | 小瀬ヶ洞村   | 明治8年 朝日村   | 明治8年 朝日村    | 朝日村                     | 朝日村                   | 朝日村                         | 昭和25年4月1日 朝日村               | 平成17年2月1日 高山市に編入 | 高山市 |
| 益 田 郡     | 黍生谷村     | 明治8年 朝日村   | 明治8年 朝日村    | 朝日村                     | 朝日村                   | 朝日村                         | 昭和25年4月1日 朝日村               | 平成17年2月1日 高山市に編入 | 高山市 |
| 益 田 郡     | 一之宿村     | 明治8年 朝日村   | 明治8年 朝日村    | 朝日村                     | 朝日村                   | 朝日村                         | 昭和25年4月1日 朝日村               | 平成17年2月1日 高山市に編入 | 高山市 |
| 益 田 郡     | 桑之島村     | 明治8年 朝日村   | 明治8年 朝日村    | 朝日村                     | 朝日村                   | 朝日村                         | 昭和25年4月1日 朝日村               | 平成17年2月1日 高山市に編入 | 高山市 |
| 益 田 郡     | 宮之前村     | 明治8年 朝日村   | 明治8年 朝日村    | 朝日村                     | 朝日村                   | 朝日村                         | 昭和25年4月1日 朝日村               | 平成17年2月1日 高山市に編入 | 高山市 |
| 益 田 郡     | 西洞村       | 明治8年 朝日村   | 明治8年 朝日村    | 朝日村                     | 朝日村                   | 朝日村                         | 昭和25年4月1日 朝日村               | 平成17年2月1日 高山市に編入 | 高山市 |
| 益 田 郡     | 胡桃島村     | 明治8年 朝日村   | 明治8年 朝日村    | 朝日村                     | 朝日村                   | 朝日村                         | 昭和25年4月1日 朝日村               | 平成17年2月1日 高山市に編入 | 高山市 |
| 益 田 郡     | 猪之鼻村     | 明治8年 高根村   | 明治8年 高根村    | 高根村                     | 高根村                   | 高根村                         | 昭和25年4月1日 高根村               | 平成17年2月1日 高山市に編入 | 高山市 |
| 益 田 郡     | 中之宿村     | 明治8年 高根村   | 明治8年 高根村    | 高根村                     | 高根村                   | 高根村                         | 昭和25年4月1日 高根村               | 平成17年2月1日 高山市に編入 | 高山市 |
| 益 田 郡     | 中洞村       | 明治8年 高根村   | 明治8年 高根村    | 高根村                     | 高根村                   | 高根村                         | 昭和25年4月1日 高根村               | 平成17年2月1日 高山市に編入 | 高山市 |
| 益 田 郡     | 池ヶ洞村     | 明治8年 高根村   | 明治8年 高根村    | 高根村                     | 高根村                   | 高根村                         | 昭和25年4月1日 高根村               | 平成17年2月1日 高山市に編入 | 高山市 |
| 益 田 郡     | 下之向村     | 明治8年 高根村   | 明治8年 高根村    | 高根村                     | 高根村                   | 高根村                         | 昭和25年4月1日 高根村               | 平成17年2月1日 高山市に編入 | 高山市 |
| 益 田 郡     | 日影村       | 明治8年 高根村   | 明治8年 高根村    | 高根村                     | 高根村                   | 高根村                         | 昭和25年4月1日 高根村               | 平成17年2月1日 高山市に編入 | 高山市 |
| 益 田 郡     | 上ヶ洞村     | 明治8年 高根村   | 明治8年 高根村    | 高根村                     | 高根村                   | 高根村                         | 昭和25年4月1日 高根村               | 平成17年2月1日 高山市に編入 | 高山市 |
| 益 田 郡     | 阿多野郷村   | 明治8年 高根村   | 明治8年 高根村    | 高根村                     | 高根村                   | 高根村                         | 昭和25年4月1日 高根村               | 平成17年2月1日 高山市に編入 | 高山市 |
| 益 田 郡     | 日和田村     | 明治8年 高根村   | 明治8年 高根村    | 高根村                     | 高根村                   | 高根村                         | 昭和25年4月1日 高根村               | 平成17年2月1日 高山市に編入 | 高山市 |
| 益 田 郡     | 小日和田村   | 明治8年 高根村   | 明治8年 高根村    | 高根村                     | 高根村                   | 高根村                         | 昭和25年4月1日 高根村               | 平成17年2月1日 高山市に編入 | 高山市 |
| 益 田 郡     | 野麦村       | 明治8年 高根村   | 明治8年 高根村    | 高根村                     | 高根村                   | 高根村                         | 昭和25年4月1日 高根村               | 平成17年2月1日 高山市に編入 | 高山市 |
| 益 田 郡     | 大古井村     | 明治8年 高根村   | 明治8年 高根村    | 高根村                     | 高根村                   | 高根村                         | 昭和25年4月1日 高根村               | 平成17年2月1日 高山市に編入 | 高山市 |
| 小野村       | 小野村       | 明治8年 丹生川村 | 明治8年 丹生川村  | 丹生川村                   | 丹生川村                 | 丹生川村                       | 丹生川村                            | 平成17年2月1日 高山市に編入 | 高山市 |
| 根方村       |              | 明治8年 丹生川村 | 明治8年 丹生川村  | 丹生川村                   | 丹生川村                 | 丹生川村                       | 丹生川村                            | 平成17年2月1日 高山市に編入 | 高山市 |
| 白井村       |              | 明治8年 丹生川村 | 明治8年 丹生川村  | 丹生川村                   | 丹生川村                 | 丹生川村                       | 丹生川村                            | 平成17年2月1日 高山市に編入 | 高山市 |
| 芦谷村       |              | 明治8年 丹生川村 | 明治8年 丹生川村  | 丹生川村                   | 丹生川村                 | 丹生川村                       | 丹生川村                            | 平成17年2月1日 高山市に編入 | 高山市 |
| 板殿村       |              | 明治8年 丹生川村 | 明治8年 丹生川村  | 丹生川村                   | 丹生川村                 | 丹生川村                       | 丹生川村                            | 平成17年2月1日 高山市に編入 | 高山市 |
| 日面村       |              | 明治8年 丹生川村 | 明治8年 丹生川村  | 丹生川村                   | 丹生川村                 | 丹生川村                       | 丹生川村                            | 平成17年2月1日 高山市に編入 | 高山市 |
| 日影村       |              | 明治8年 丹生川村 | 明治8年 丹生川村  | 丹生川村                   | 丹生川村                 | 丹生川村                       | 丹生川村                            | 平成17年2月1日 高山市に編入 | 高山市 |
| 駄吉村       |              | 明治8年 丹生川村 | 明治8年 丹生川村  | 丹生川村                   | 丹生川村                 | 丹生川村                       | 丹生川村                            | 平成17年2月1日 高山市に編入 | 高山市 |
| 旗鉾村       |              | 明治8年 丹生川村 | 明治8年 丹生川村  | 丹生川村                   | 丹生川村                 | 丹生川村                       | 丹生川村                            | 平成17年2月1日 高山市に編入 | 高山市 |
| 久手村       |              | 明治8年 丹生川村 | 明治8年 丹生川村  | 丹生川村                   | 丹生川村                 | 丹生川村                       | 丹生川村                            | 平成17年2月1日 高山市に編入 | 高山市 |
| 岩井谷村     |              | 明治8年 丹生川村 | 明治8年 丹生川村  | 丹生川村                   | 丹生川村                 | 丹生川村                       | 丹生川村                            | 平成17年2月1日 高山市に編入 | 高山市 |
| 池之俣村     |              | 明治8年 丹生川村 | 明治8年 丹生川村  | 丹生川村                   | 丹生川村                 | 丹生川村                       | 丹生川村                            | 平成17年2月1日 高山市に編入 | 高山市 |
| 瓜田村       |              | 明治8年 丹生川村 | 明治8年 丹生川村  | 丹生川村                   | 丹生川村                 | 丹生川村                       | 丹生川村                            | 平成17年2月1日 高山市に編入 | 高山市 |
| 法力村       |              | 明治8年 丹生川村 | 明治8年 丹生川村  | 丹生川村                   | 丹生川村                 | 丹生川村                       | 丹生川村                            | 平成17年2月1日 高山市に編入 | 高山市 |
| 大萱村       |              | 明治8年 丹生川村 | 明治8年 丹生川村  | 丹生川村                   | 丹生川村                 | 丹生川村                       | 丹生川村                            | 平成17年2月1日 高山市に編入 | 高山市 |
| 坊方村       |              | 明治8年 丹生川村 | 明治8年 丹生川村  | 丹生川村                   | 丹生川村                 | 丹生川村                       | 丹生川村                            | 平成17年2月1日 高山市に編入 | 高山市 |
| 山口村       |              | 明治8年 丹生川村 | 明治8年 丹生川村  | 丹生川村                   | 丹生川村                 | 丹生川村                       | 丹生川村                            | 平成17年2月1日 高山市に編入 | 高山市 |
| 大谷村       |              | 明治8年 丹生川村 | 明治8年 丹生川村  | 丹生川村                   | 丹生川村                 | 丹生川村                       | 丹生川村                            | 平成17年2月1日 高山市に編入 | 高山市 |
| 塩屋村       |              | 明治8年 丹生川村 | 明治8年 丹生川村  | 丹生川村                   | 丹生川村                 | 丹生川村                       | 丹生川村                            | 平成17年2月1日 高山市に編入 | 高山市 |
| 町方村       |              | 明治8年 丹生川村 | 明治8年 丹生川村  | 丹生川村                   | 丹生川村                 | 丹生川村                       | 丹生川村                            | 平成17年2月1日 高山市に編入 | 高山市 |
| 桐山村       |              | 明治8年 丹生川村 | 明治8年 丹生川村  | 丹生川村                   | 丹生川村                 | 丹生川村                       | 丹生川村                            | 平成17年2月1日 高山市に編入 | 高山市 |
| 新張村       |              | 明治8年 丹生川村 | 明治8年 丹生川村  | 丹生川村                   | 丹生川村                 | 丹生川村                       | 丹生川村                            | 平成17年2月1日 高山市に編入 | 高山市 |
| 細越村       |              | 明治8年 丹生川村 | 明治8年 丹生川村  | 丹生川村                   | 丹生川村                 | 丹生川村                       | 丹生川村                            | 平成17年2月1日 高山市に編入 | 高山市 |
| 下保村       |              | 明治8年 丹生川村 | 明治8年 丹生川村  | 丹生川村                   | 丹生川村                 | 丹生川村                       | 丹生川村                            | 平成17年2月1日 高山市に編入 | 高山市 |
| 殿垣内村     |              | 明治8年 丹生川村 | 明治8年 丹生川村  | 丹生川村                   | 丹生川村                 | 丹生川村                       | 丹生川村                            | 平成17年2月1日 高山市に編入 | 高山市 |
| 小木曾村     |              | 明治8年 丹生川村 | 明治8年 丹生川村  | 丹生川村                   | 丹生川村                 | 丹生川村                       | 丹生川村                            | 平成17年2月1日 高山市に編入 | 高山市 |
| 下坪村       |              | 明治8年 丹生川村 | 明治8年 丹生川村  | 丹生川村                   | 丹生川村                 | 丹生川村                       | 丹生川村                            | 平成17年2月1日 高山市に編入 | 高山市 |
| 吉 城 郡     | 折敷地村     | 明治8年 丹生川村 | 明治8年 丹生川村  | 丹生川村                   | 丹生川村                 | 丹生川村                       | 丹生川村                            | 平成17年2月1日 高山市に編入 | 高山市 |
| 吉 城 郡     | 大沼村       | 明治8年 丹生川村 | 明治8年 丹生川村  | 丹生川村                   | 丹生川村                 | 丹生川村                       | 丹生川村                            | 平成17年2月1日 高山市に編入 | 高山市 |
| 吉 城 郡     | 森部村       | 明治8年 丹生川村 | 明治8年 丹生川村  | 丹生川村                   | 丹生川村                 | 丹生川村                       | 丹生川村                            | 平成17年2月1日 高山市に編入 | 高山市 |
| 吉 城 郡     | 三之瀬村     | 明治8年 丹生川村 | 明治8年 丹生川村  | 丹生川村                   | 丹生川村                 | 丹生川村                       | 丹生川村                            | 平成17年2月1日 高山市に編入 | 高山市 |
| 吉 城 郡     | 柏原村       | 明治8年 丹生川村 | 明治8年 丹生川村  | 丹生川村                   | 丹生川村                 | 丹生川村                       | 丹生川村                            | 平成17年2月1日 高山市に編入 | 高山市 |
| 六厩村       | 六厩村       | 明治8年 荘川村   | 明治8年 荘川村    | 荘川村                     | 荘川村                   | 荘川村                         | 荘川村                              | 平成17年2月1日 高山市に編入 | 高山市 |
| 三尾河村     |              | 明治8年 荘川村   | 明治8年 荘川村    | 荘川村                     | 荘川村                   | 荘川村                         | 荘川村                              | 平成17年2月1日 高山市に編入 | 高山市 |
| 寺河戸村     |              | 明治8年 荘川村   | 明治8年 荘川村    | 荘川村                     | 荘川村                   | 荘川村                         | 荘川村                              | 平成17年2月1日 高山市に編入 | 高山市 |
| 黒谷村       |              | 明治8年 荘川村   | 明治8年 荘川村    | 荘川村                     | 荘川村                   | 荘川村                         | 荘川村                              | 平成17年2月1日 高山市に編入 | 高山市 |
| 惣則村       |              | 明治8年 荘川村   | 明治8年 荘川村    | 荘川村                     | 荘川村                   | 荘川村                         | 荘川村                              | 平成17年2月1日 高山市に編入 | 高山市 |
| 一色村       |              | 明治8年 荘川村   | 明治8年 荘川村    | 荘川村                     | 荘川村                   | 荘川村                         | 荘川村                              | 平成17年2月1日 高山市に編入 | 高山市 |
| 猿丸村       |              | 明治8年 荘川村   | 明治8年 荘川村    | 荘川村                     | 荘川村                   | 荘川村                         | 荘川村                              | 平成17年2月1日 高山市に編入 | 高山市 |
| 町屋村       |              | 明治8年 荘川村   | 明治8年 荘川村    | 荘川村                     | 荘川村                   | 荘川村                         | 荘川村                              | 平成17年2月1日 高山市に編入 | 高山市 |
| 新淵村       |              | 明治8年 荘川村   | 明治8年 荘川村    | 荘川村                     | 荘川村                   | 荘川村                         | 荘川村                              | 平成17年2月1日 高山市に編入 | 高山市 |
| 野々俣村     |              | 明治8年 荘川村   | 明治8年 荘川村    | 荘川村                     | 荘川村                   | 荘川村                         | 荘川村                              | 平成17年2月1日 高山市に編入 | 高山市 |
| 中畑村       |              | 明治8年 荘川村   | 明治8年 荘川村    | 荘川村                     | 荘川村                   | 荘川村                         | 荘川村                              | 平成17年2月1日 高山市に編入 | 高山市 |
| 牧戸村       |              | 明治8年 荘川村   | 明治8年 荘川村    | 荘川村                     | 荘川村                   | 荘川村                         | 荘川村                              | 平成17年2月1日 高山市に編入 | 高山市 |
| 牛丸村       |              | 明治8年 荘川村   | 明治8年 荘川村    | 荘川村                     | 荘川村                   | 荘川村                         | 荘川村                              | 平成17年2月1日 高山市に編入 | 高山市 |
| 岩瀬村       |              | 明治8年 荘川村   | 明治8年 荘川村    | 荘川村                     | 荘川村                   | 荘川村                         | 荘川村                              | 平成17年2月1日 高山市に編入 | 高山市 |
| 赤谷村       |              | 明治8年 荘川村   | 明治8年 荘川村    | 荘川村                     | 荘川村                   | 荘川村                         | 荘川村                              | 平成17年2月1日 高山市に編入 | 高山市 |
| 中野村       |              | 明治8年 荘川村   | 明治8年 荘川村    | 荘川村                     | 荘川村                   | 荘川村                         | 荘川村                              | 平成17年2月1日 高山市に編入 | 高山市 |
| 海上村       |              | 明治8年 荘川村   | 明治8年 荘川村    | 荘川村                     | 荘川村                   | 荘川村                         | 荘川村                              | 平成17年2月1日 高山市に編入 | 高山市 |
| 尾上郷村     |              | 明治8年 荘川村   | 明治8年 荘川村    | 荘川村                     | 荘川村                   | 荘川村                         | 荘川村                              | 平成17年2月1日 高山市に編入 | 高山市 |
| 森茂村       | 森茂村       | 明治8年 上枝村   | 明治8年 上枝村    | 清見村                     | 清見村                   | 清見村                         | 清見村                              | 平成17年2月1日 高山市に編入 | 高山市 |
| 三日町村     |              | 明治8年 上枝村   | 明治8年 上枝村    | 清見村                     | 清見村                   | 清見村                         | 清見村                              | 平成17年2月1日 高山市に編入 | 高山市 |
| 牧ヶ洞村     |              | 明治8年 上枝村   | 明治8年 上枝村    | 清見村                     | 清見村                   | 清見村                         | 清見村                              | 平成17年2月1日 高山市に編入 | 高山市 |
| 藤瀬村       |              | 明治8年 上枝村   | 明治8年 上枝村    | 清見村                     | 清見村                   | 清見村                         | 清見村                              | 平成17年2月1日 高山市に編入 | 高山市 |
| 福寄村       |              | 明治8年 上枝村   | 明治8年 上枝村    | 清見村                     | 清見村                   | 清見村                         | 清見村                              | 平成17年2月1日 高山市に編入 | 高山市 |
| 三ツ谷村     |              | 明治8年 上枝村   | 明治8年 上枝村    | 清見村                     | 清見村                   | 清見村                         | 清見村                              | 平成17年2月1日 高山市に編入 | 高山市 |
| 下本村       |              | 明治8年 上枝村   | 明治8年 上枝村    | 清見村                     | 清見村                   | 清見村                         | 清見村                              | 平成17年2月1日 高山市に編入 | 高山市 |
| 坂村         |              | 明治8年 上枝村   | 明治8年 上枝村    | 清見村                     | 清見村                   | 清見村                         | 清見村                              | 平成17年2月1日 高山市に編入 | 高山市 |
| 有巣村       |              | 明治8年 上枝村   | 明治8年 上枝村    | 清見村                     | 清見村                   | 清見村                         | 清見村                              | 平成17年2月1日 高山市に編入 | 高山市 |
| 二俣村       |              | 明治8年 上枝村   | 明治8年 上枝村    | 清見村                     | 清見村                   | 清見村                         | 清見村                              | 平成17年2月1日 高山市に編入 | 高山市 |
| 中野村       |              | 明治8年 上枝村   | 明治8年 上枝村    | 清見村                     | 清見村                   | 清見村                         | 清見村                              | 平成17年2月1日 高山市に編入 | 高山市 |
| 楢谷村       |              | 明治8年 上枝村   | 明治8年 上枝村    | 清見村                     | 清見村                   | 清見村                         | 清見村                              | 平成17年2月1日 高山市に編入 | 高山市 |
| 大原村       |              | 明治8年 上枝村   | 明治8年 上枝村    | 清見村                     | 清見村                   | 清見村                         | 清見村                              | 平成17年2月1日 高山市に編入 | 高山市 |
| 江黒村       |              | 明治8年 上枝村   | 明治8年 上枝村    | 清見村                     | 清見村                   | 清見村                         | 清見村                              | 平成17年2月1日 高山市に編入 | 高山市 |
| 大谷村       |              | 明治8年 上枝村   | 明治8年 上枝村    | 清見村                     | 清見村                   | 清見村                         | 清見村                              | 平成17年2月1日 高山市に編入 | 高山市 |
| 池本村       |              | 明治8年 上枝村   | 明治8年 上枝村    | 清見村                     | 清見村                   | 清見村                         | 清見村                              | 平成17年2月1日 高山市に編入 | 高山市 |
| 二本木村     |              | 明治8年 上枝村   | 明治8年 上枝村    | 清見村                     | 清見村                   | 清見村                         | 清見村                              | 平成17年2月1日 高山市に編入 | 高山市 |
| 夏厩村       |              | 明治8年 上枝村   | 明治8年 上枝村    | 清見村                     | 清見村                   | 清見村                         | 清見村                              | 平成17年2月1日 高山市に編入 | 高山市 |
| 上小鳥村     |              | 明治8年 上枝村   | 明治8年 上枝村    | 清見村                     | 清見村                   | 清見村                         | 清見村                              | 平成17年2月1日 高山市に編入 | 高山市 |
| 下林村       | 下林村       | 明治8年 上枝村   | 明治8年 上枝村    | 上枝村                     | 上枝村                   | 上枝村                         | 昭和18年4月1日 高山市に編入         | 高山市                      | 高山市 |
| 山田村       |              | 明治8年 上枝村   | 明治8年 上枝村    | 上枝村                     | 上枝村                   | 上枝村                         | 昭和18年4月1日 高山市に編入         | 高山市                      | 高山市 |
| 新宮村       |              | 明治8年 上枝村   | 明治8年 上枝村    | 上枝村                     | 上枝村                   | 上枝村                         | 昭和18年4月1日 高山市に編入         | 高山市                      | 高山市 |
| 下之切村     |              | 明治8年 上枝村   | 明治8年 上枝村    | 上枝村                     | 上枝村                   | 上枝村                         | 昭和18年4月1日 高山市に編入         | 高山市                      | 高山市 |
| 八日町村     |              | 明治8年 上枝村   | 明治8年 上枝村    | 上枝村                     | 上枝村                   | 上枝村                         | 昭和18年4月1日 高山市に編入         | 高山市                      | 高山市 |
| 前原村       |              | 明治8年 上枝村   | 明治8年 上枝村    | 上枝村                     | 上枝村                   | 上枝村                         | 昭和18年4月1日 高山市に編入         | 高山市                      | 高山市 |
| 赤保木村     |              | 明治8年 上枝村   | 明治8年 上枝村    | 上枝村                     | 上枝村                   | 上枝村                         | 昭和18年4月1日 高山市に編入         | 高山市                      | 高山市 |
| 下切村       |              | 明治8年 上枝村   | 明治8年 上枝村    | 上枝村                     | 上枝村                   | 上枝村                         | 昭和18年4月1日 高山市に編入         | 高山市                      | 高山市 |
| 中切村       |              | 明治8年 上枝村   | 明治8年 上枝村    | 上枝村                     | 上枝村                   | 上枝村                         | 昭和18年4月1日 高山市に編入         | 高山市                      | 高山市 |
| 上切村       |              | 明治8年 上枝村   | 明治8年 上枝村    | 上枝村                     | 上枝村                   | 上枝村                         | 昭和18年4月1日 高山市に編入         | 高山市                      | 高山市 |
| 一之町村     | 一之町村     | 明治8年 高山町   | 明治8年 高山町    | 高山町                     | 高山町                   | 高山町                         | 昭和11年11月1日 高山市              | 高山市                      | 高山市 |
| 二之町村     |              | 明治8年 高山町   | 明治8年 高山町    | 高山町                     | 高山町                   | 高山町                         | 昭和11年11月1日 高山市              | 高山市                      | 高山市 |
| 三之町村     |              | 明治8年 高山町   | 明治8年 高山町    | 高山町                     | 高山町                   | 高山町                         | 昭和11年11月1日 高山市              | 高山市                      | 高山市 |
| 上岡本村     | 上岡本村     | 明治8年 大名田村 | 明治8年 大名田村  | 大名田村                   | 明治25年5月19日 灘村     | 大正15年10月1日 高山町に編入   | 昭和11年11月1日 高山市              | 高山市                      | 高山市 |
| 下岡本村     |              | 明治8年 大名田村 | 明治8年 大名田村  | 大名田村                   | 明治25年5月19日 灘村     | 大正15年10月1日 高山町に編入   | 昭和11年11月1日 高山市              | 高山市                      | 高山市 |
| 松本村       |              | 明治8年 大名田村 | 明治8年 大名田村  | 大名田村                   | 明治25年5月19日 灘村     | 大正15年10月1日 高山町に編入   | 昭和11年11月1日 高山市              | 高山市                      | 高山市 |
| 桐生村       |              | 明治8年 大名田村 | 明治8年 大名田村  | 大名田村                   | 明治25年5月19日 灘村     | 大正15年10月1日 高山町に編入   | 昭和11年11月1日 高山市              | 高山市                      | 高山市 |
| 本母村       |              | 明治8年 大名田村 | 明治8年 大名田村  | 大名田村                   | 明治25年5月19日 灘村     | 大正15年10月1日 高山町に編入   | 昭和11年11月1日 高山市              | 高山市                      | 高山市 |
| 冬頭村       |              | 明治8年 大名田村 | 明治8年 大名田村  | 大名田村                   | 明治25年5月19日 灘村     | 大正15年10月1日 高山町に編入   | 昭和11年11月1日 高山市              | 高山市                      | 高山市 |
| 片野村       | 片野村       | 明治8年 大名田村 | 明治8年 大名田村  | 大名田村                   | 大名田村                 | 大正12年10月10日 町制 大名田町 | 昭和11年11月1日 高山市              | 高山市                      | 高山市 |
| 石浦村       |              | 明治8年 大名田村 | 明治8年 大名田村  | 大名田村                   | 大名田村                 | 大正12年10月10日 町制 大名田町 | 昭和11年11月1日 高山市              | 高山市                      | 高山市 |
| 花里村       |              | 明治8年 大名田村 | 明治8年 大名田村  | 大名田村                   | 大名田村                 | 大正12年10月10日 町制 大名田町 | 昭和11年11月1日 高山市              | 高山市                      | 高山市 |
| 西之一色村   |              | 明治8年 大名田村 | 明治8年 大名田村  | 大名田村                   | 大名田村                 | 大正12年10月10日 町制 大名田町 | 昭和11年11月1日 高山市              | 高山市                      | 高山市 |
| 千島村       |              | 明治8年 大名田村 | 明治8年 大名田村  | 大名田村                   | 大名田村                 | 大正12年10月10日 町制 大名田町 | 昭和11年11月1日 高山市              | 高山市                      | 高山市 |
| 春国村       |              | 明治8年 大名田村 | 明治8年 大名田村  | 大名田村                   | 大名田村                 | 大正12年10月10日 町制 大名田町 | 昭和11年11月1日 高山市              | 高山市                      | 高山市 |
| 七日町村     |              | 明治8年 大名田村 | 明治8年 大名田村  | 大名田村                   | 大名田村                 | 大正12年10月10日 町制 大名田町 | 昭和11年11月1日 高山市              | 高山市                      | 高山市 |
| 江名子村     |              | 明治8年 大名田村 | 明治8年 大名田村  | 大名田村                   | 大名田村                 | 大正12年10月10日 町制 大名田町 | 昭和11年11月1日 高山市              | 高山市                      | 高山市 |
| 三福寺村     | 三福寺村     | 明治8年 大名田村 | 明治8年 大名田村  | 大名田村                   | 明治25年5月19日 大八賀村 | 大八賀村                       | 昭和30年4月1日 高山市に編入         | 高山市                      | 高山市 |
| 松之木村     |              | 明治8年 大名田村 | 明治8年 大名田村  | 大名田村                   | 明治25年5月19日 大八賀村 | 大八賀村                       | 昭和30年4月1日 高山市に編入         | 高山市                      | 高山市 |
| 五名村       |              | 明治8年 大名田村 | 明治8年 大名田村  | 大名田村                   | 明治25年5月19日 大八賀村 | 大八賀村                       | 昭和30年4月1日 高山市に編入         | 高山市                      | 高山市 |
| 漆垣内村     |              | 明治8年 大名田村 | 明治8年 大名田村  | 大名田村                   | 明治25年5月19日 大八賀村 | 大八賀村                       | 昭和30年4月1日 高山市に編入         | 高山市                      | 高山市 |
| 大洞村       |              | 明治8年 大名田村 | 明治8年 大名田村  | 大名田村                   | 明治25年5月19日 大八賀村 | 大八賀村                       | 昭和30年4月1日 高山市に編入         | 高山市                      | 高山市 |
| 塩屋村       |              | 明治8年 大名田村 | 明治8年 大名田村  | 大名田村                   | 明治25年5月19日 大八賀村 | 大八賀村                       | 昭和30年4月1日 高山市に編入         | 高山市                      | 高山市 |
| 山口村       |              | 明治8年 大名田村 | 明治8年 大名田村  | 大名田村                   | 明治25年5月19日 大八賀村 | 大八賀村                       | 昭和30年4月1日 高山市に編入         | 高山市                      | 高山市 |
| 大島村       |              | 明治8年 大名田村 | 明治8年 大名田村  | 大名田村                   | 明治25年5月19日 大八賀村 | 大八賀村                       | 昭和30年4月1日 高山市に編入         | 高山市                      | 高山市 |
| 岩井村       |              | 明治8年 大名田村 | 明治8年 大名田村  | 大名田村                   | 明治25年5月19日 大八賀村 | 大八賀村                       | 昭和30年4月1日 高山市に編入         | 高山市                      | 高山市 |
| 滝村         |              | 明治8年 大名田村 | 明治8年 大名田村  | 大名田村                   | 明治25年5月19日 大八賀村 | 大八賀村                       | 昭和30年4月1日 高山市に編入         | 高山市                      | 高山市 |
| 尾神村       | 尾神村       | 明治8年 白川村   | 明治8年 白川村    | 白川村                     | 白川村                   | 白川村                         | 白川村                              | 白川村                      | 白川村 |
| 平瀬村       |              | 明治8年 白川村   | 明治8年 白川村    | 白川村                     | 白川村                   | 白川村                         | 白川村                              | 白川村                      | 白川村 |
| 御母衣村     |              | 明治8年 白川村   | 明治8年 白川村    | 白川村                     | 白川村                   | 白川村                         | 白川村                              | 白川村                      | 白川村 |
| 牧村         |              | 明治8年 白川村   | 明治8年 白川村    | 白川村                     | 白川村                   | 白川村                         | 白川村                              | 白川村                      | 白川村 |
| 福島村       |              | 明治8年 白川村   | 明治8年 白川村    | 白川村                     | 白川村                   | 白川村                         | 白川村                              | 白川村                      | 白川村 |
| 長瀬村       |              | 明治8年 白川村   | 明治8年 白川村    | 白川村                     | 白川村                   | 白川村                         | 白川村                              | 白川村                      | 白川村 |
| 木谷村       |              | 明治8年 白川村   | 明治8年 白川村    | 白川村                     | 白川村                   | 白川村                         | 白川村                              | 白川村                      | 白川村 |
| 保木脇村     |              | 明治8年 白川村   | 明治8年 白川村    | 白川村                     | 白川村                   | 白川村                         | 白川村                              | 白川村                      | 白川村 |
| 野谷村       |              | 明治8年 白川村   | 明治8年 白川村    | 白川村                     | 白川村                   | 白川村                         | 白川村                              | 白川村                      | 白川村 |
| 大牧村       |              | 明治8年 白川村   | 明治8年 白川村    | 白川村                     | 白川村                   | 白川村                         | 白川村                              | 白川村                      | 白川村 |
| 大窪村       |              | 明治8年 白川村   | 明治8年 白川村    | 白川村                     | 白川村                   | 白川村                         | 白川村                              | 白川村                      | 白川村 |
| 馬狩村       |              | 明治8年 白川村   | 明治8年 白川村    | 白川村                     | 白川村                   | 白川村                         | 白川村                              | 白川村                      | 白川村 |
| 荻町村       |              | 明治8年 白川村   | 明治8年 白川村    | 白川村                     | 白川村                   | 白川村                         | 白川村                              | 白川村                      | 白川村 |
| 島村         |              | 明治8年 白川村   | 明治8年 白川村    | 白川村                     | 白川村                   | 白川村                         | 白川村                              | 白川村                      | 白川村 |
| 牛首村       |              | 明治8年 白川村   | 明治8年 白川村    | 白川村                     | 白川村                   | 白川村                         | 白川村                              | 白川村                      | 白川村 |
| 鳩谷村       |              | 明治8年 白川村   | 明治8年 白川村    | 白川村                     | 白川村                   | 白川村                         | 白川村                              | 白川村                      | 白川村 |
| 飯島村       |              | 明治8年 白川村   | 明治8年 白川村    | 白川村                     | 白川村                   | 白川村                         | 白川村                              | 白川村                      | 白川村 |
| 内ヶ戸村     |              | 明治8年 白川村   | 明治8年 白川村    | 白川村                     | 白川村                   | 白川村                         | 白川村                              | 白川村                      | 白川村 |
| 加須良村     |              | 明治8年 白川村   | 明治8年 白川村    | 白川村                     | 白川村                   | 白川村                         | 白川村                              | 白川村                      | 白川村 |
| 椿原村       |              | 明治8年 白川村   | 明治8年 白川村    | 白川村                     | 白川村                   | 白川村                         | 白川村                              | 白川村                      | 白川村 |
| 有家ヶ原村   |              | 明治8年 白川村   | 明治8年 白川村    | 白川村                     | 白川村                   | 白川村                         | 白川村                              | 白川村                      | 白川村 |
| 芦倉村       |              | 明治8年 白川村   | 明治8年 白川村    | 白川村                     | 白川村                   | 白川村                         | 白川村                              | 白川村                      | 白川村 |
| 小白川村     |              | 明治8年 白川村   | 明治8年 白川村    | 白川村                     | 白川村                   | 白川村                         | 白川村                              | 白川村                      | 白川村 |

## 行政
大野・吉城・益田郡長
| 代 | 氏名 | 就任年月日                | 退任年月日                | 備考 |
| -- | ---- | ------------------------- | ------------------------- | ---- |
| 1  |      | 明治12年（1879年）2月18日 |                           |      |
|    |      |                           | 明治30年（1897年）7月31日 | 廃官 |

大野郡長
| 代 | 氏名 | 就任年月日               | 退任年月日                | 備考                   |
| -- | ---- | ------------------------ | ------------------------- | ---------------------- |
| 1  |      | 明治30年（1897年）8月1日 |                           |                        |
|    |      |                          | 大正15年（1926年）6月30日 | 郡役所廃止により、廃官 |

## 関連文献
- 田中貢太郎 編『飛騨国大野郡史. 上巻』升重書店、1925年。NDLJP:1020720。
- 田中貢太郎 編『飛騨国大野郡史. 中巻』升重書店、1925年。NDLJP:1020751。
- 田中貢太郎 編『飛騨国大野郡史. 下巻』升重書店、1925年。NDLJP:1020763。